# Stenungsund
Stenungsund (em sueco: Stenungsund; pronúncia /stɛnɵŋˈsɵnːd/;  ouça a pronúncia) ou Estenungsúndia[a] é uma cidade sueca da província da Bohuslän, na região da Gotalândia.
É a sede do município de Stenungsund, pertencente ao condado da Västra Götaland.
Tem uma área de 12,3 km² e uma população de 13 725 habitantes (2018).
Está situada no interior do estreito de Hakefjord, em frente às ilhas de Tjörn e Orust, e localizada a 45 km a sul da cidade de Uddevalla .

## Etimologia e uso
O nome geográfico Stenungsund deriva das palavras Stenung (nome de aldeia; lit. monte de pedra) e sund (estreito), em alusão à sua localização no estreito, entre a terra firme e a ilha Stenungsön.
Em textos em português costuma ser usada a forma original Stenungsund.